# The Who Tour 1976
The Who Tour 1976 fue una gira musical por parte de la banda británica The Who en 1976.

## Miembros de la banda
- Roger Daltrey – voz,  armónica
- Pete Townshend – guitarra, voz
- John Entwistle – bajo, voz
- Keith Moon – batería, percusión, voz

## Lista de canciones
1. "I Can't Explain"
2. "Substitute"
3. "My Wife" (John Entwistle)
4. "Baba O'Riley"
5. "Squeeze Box"
6. "Behind Blue Eyes"
7. "Slip Kid"
8. "Dreaming from the Waist"
9. "Magic Bus"
10. "Amazing Journey"
11. "Sparks"
12. "The Acid Queen"
13. "Fiddle About" (John Entwistle)
14. "Pinball Wizard"
15. "I'm Free"
16. "Tommy's Holiday Camp" (Keith Moon)
17. "We're Not Gonna Take It"/"See Me, Feel Me"
18. "Summertime Blues" (Eddie Cochran, Jerry Capehart)
19. "My Generation"
20. "Join Together"
21. "Road Runner" (Ellas McDaniel)
22. "My Generation Blues"
23. "Won't Get Fooled Again"

1. "I Can't Explain"
2. "Substitute"
3. "My Wife" (John Entwistle)
4. "Baba O'Riley"
5. "Squeeze Box"
6. "Behind Blue Eyes"
7. "Slip Kid" (dropped after 15 March)
8. "Dreaming from the Waist"
9. "Magic Bus"
10. "Amazing Journey"
11. "Sparks"
12. "The Acid Queen"
13. "Fiddle About" (John Entwistle)
14. "Pinball Wizard"
15. "I'm Free"
16. "Tommy's Holiday Camp" (Keith Moon)
17. "We're Not Gonna Take It"/"See Me, Feel Me"
18. "Summertime Blues" (Eddie Cochran, Jerry Capehart)
19. "My Generation"
20. "Join Together"
21. "Road Runner" (Ellas McDaniel) (performed on 15, 16, 18 and 21 March)
22. "My Generation Blues"
23. "Won't Get Fooled Again"

1. "I Can't Explain"
2. "Substitute"
3. "My Wife" (John Entwistle)
4. "Baba O'Riley"
5. "Squeeze Box"
6. "Behind Blue Eyes"
7. "Dreaming from the Waist"
8. "Magic Bus"
9. "Amazing Journey"
10. "Sparks"
11. "The Acid Queen"
12. "Fiddle About" (John Entwistle)
13. "Pinball Wizard"
14. "I'm Free"
15. "Tommy's Holiday Camp" (Keith Moon)
16. "We're Not Gonna Take It"/"See Me, Feel Me"
17. "Summertime Blues" (Eddie Cochran, Jerry Capehart)
18. "My Generation"
19. "Join Together"
20. "My Generation Blues"
21. "Won't Get Fooled Again"

1. "I Can't Explain"
2. "Substitute"
3. "My Wife" (John Entwistle)
4. "Baba O'Riley"
5. "Squeeze Box"
6. "Behind Blue Eyes"
7. "Dreaming from the Waist"
8. "Magic Bus"
9. "Amazing Journey"
10. "Sparks"
11. "The Acid Queen"
12. "Fiddle About" (John Entwistle)
13. "Pinball Wizard"
14. "I'm Free"
15. "Tommy's Holiday Camp" (Keith Moon)
16. "We're Not Gonna Take It"/"See Me, Feel Me"
17. "Summertime Blues" (Eddie Cochran, Jerry Capehart)
18. "My Generation"
19. "Join Together"
20. "My Generation Blues"
21. "Won't Get Fooled Again"

1. "I Can't Explain"
2. "Substitute"
3. "My Wife" (John Entwistle)
4. "Baba O'Riley"
5. "Squeeze Box"
6. "Behind Blue Eyes"
7. "Dreaming from the Waist"
8. "Magic Bus"
9. "Amazing Journey"
10. "Sparks"
11. "The Acid Queen"
12. "Fiddle About" (John Entwistle)
13. "Pinball Wizard"
14. "I'm Free"
15. "Tommy's Holiday Camp" (Keith Moon)
16. "We're Not Gonna Take It"/"See Me, Feel Me"
17. "Summertime Blues" (Eddie Cochran, Jerry Capehart)
18. "My Generation"
19. "Join Together"
20. "My Generation Blues"
21. "Won't Get Fooled Again"

## Fechas de la gira
| Fecha                     | Ciudad                    | País           | Lugar                                     |
| Europa                    | Europa                    | Europa         | Europa                                    |
| ------------------------- | ------------------------- | -------------- | ----------------------------------------- |
| 27 de febrero de 1976     | Zúrich                    | Switzerland    | Hallenstadion                             |
| 28 de febrero de 1976     | Munich                    | Germany        | Olympiahalle                              |
| 1 de marzo de 1976        | Paris                     | France         | Pavilion                                  |
| 2 de marzo de 1976        | Paris                     | France         | Pavilion                                  |
| Norteamérica              |                           |                |                                           |
| 9 de marzo de 1976        | Boston, Massachusetts     | Estados Unidos | Boston Garden (aborted after two numbers) |
| 11 de marzo de 1976       | New York City, New York   | Estados Unidos | Madison Square Garden                     |
| 13 de marzo de 1976       | Madison, Wisconsin        | Estados Unidos | Dane County Coliseum                      |
| 14 de marzo de 1976       | Saint Paul, Minnesota     | Estados Unidos | Civic Arena                               |
| 15 de marzo de 1976       | Oklahoma City, Oklahoma   | Estados Unidos | Myriad Gardens Convention Center          |
| 16 de marzo de 1976       | Fort Worth, Texas         | Estados Unidos | Tarrant County Convention Center          |
| 18 de marzo de 1976       | Salt Lake City, Utah      | Estados Unidos | Salt Palace                               |
| 21 de marzo de 1976       | Anaheim, California       | Estados Unidos | Anaheim Stadium                           |
| 24 de marzo de 1976       | Portland, Oregon          | Estados Unidos | Memorial Coliseum                         |
| 25 de marzo de 1976       | Seattle, Washington       | Estados Unidos | Seattle Center Coliseum                   |
| 27 de marzo de 1976       | San Francisco, California | Estados Unidos | Winterland Ballroom                       |
| 28 de marzo de 1976       | San Francisco, California | Estados Unidos | Winterland Ballroom                       |
| 30 de marzo de 1976       | Denver, Colorado          | Estados Unidos | McNichols Arena                           |
| 1 de abril de 1976        | Boston, Massachusetts     | Estados Unidos | Boston Garden (makeup date from 9 March)  |
| "The Who Put The Boot In" |                           |                |                                           |
| 22 de mayo de 1976        | Colmar                    | France         | Parc des Exposition                       |
| 25 de mayo de 1976        | Lyon                      | France         | Sports Palais                             |
| 31 de mayo de 1976        | Charlton                  | England        | The Valley (World Record Loudest Concert) |
| 5 de junio de 1976        | Glasgow                   | Scotland       | Celtic Park                               |
| 12 de junio de 1976       | Swansea                   | Wales          | Vetch Field                               |
| Whirlwind                 |                           |                |                                           |
| 3 de agosto de 1976       | Landover, Maryland        | United States  | Capital Centre                            |
| 4 de agosto de 1976       | Landover, Maryland        | United States  | Capital Centre                            |
| 7 de agosto de 1976       | Jacksonville, Florida     | United States  | Gator Bowl Stadium                        |
| 9 de agosto de 1976       | Miami, Florida            | United States  | Miami Stadium                             |
| Norteamérica              |                           |                |                                           |
| 6 de octubre de 1976      | Phoenix, Arizona          | United States  | Arizona Veterans Memorial Coliseum        |
| 7 de octubre de 1976      | San Diego, California     | United States  | San Diego Sports Arena                    |
| 9 de octubre de 1976      | Oakland, California       | United States  | Oakland-Alameda County Coliseum           |
| 10 de octubre de 1976     | Oakland, California       | United States  | Oakland-Alameda County Coliseum           |
| 13 de octubre de 1976     | Portland, Oregon          | United States  | Memorial Coliseum                         |
| 14 de octubre de 1976     | Seattle, Washington       | United States  | Seattle Center Coliseum                   |
| 16 de octubre de 1976     | Edmonton, Alberta         | Canadá         | Northlands Coliseum                       |
| 18 de octubre de 1976     | Winnipeg, Manitoba        | Canadá         | Winnipeg Arena                            |
| 21 de octubre de 1976     | Toronto, Ontario          | Canadá         | Maple Leaf Gardens                        |